# Вирусология
Вирусология (от лат. vīrus — яд + λόγος — учение) — раздел микробиологии, изучающий субклеточные структуры— вирусы, их морфологию, физиологию, генетику, а также эволюцию вирусов и вопросы экологии. Медицинская и ветеринарная вирусология прежде всего рассматривают вирусы, поражающие человека и животных, изучает их роль в развитии инфекционных и онкологических заболеваний, определяет способы диагностики, терапии и профилактики вирусных заболеваний.
Вследствие развития вирусологии были достигнуты определённые успехи в борьбе с некоторыми вирусными инфекциями. Например, в XX веке на земном шаре благодаря массовой вакцинации населения была ликвидирована оспа. Существует, однако, ряд вирусных заболеваний, неизлечимых на современном этапе развития науки, самое известное из них — ВИЧ-инфекция.

## История
Многие заболевания вирусной природы были известны с давних времен, однако только в конце XIX века ученые пришли к заключению, что ряд болезней никак не связаны с бактериальным заражением.
Впервые существование вируса (как нового типа возбудителя болезней) доказал в 1892 году русский учёный Д. И. Ивановский. После многолетних исследований заболеваний табачных растений, в работе, датированной 1892 годом, Д. И. Ивановский приходит к выводу, что мозаичная болезнь табака вызывается мельчайшими микроорганизмами, проходящими через специальный фильтр, задерживающий бактерии (фильтр Шамберлана). На основании этих данных были определены критерии, по которым возбудителей заболеваний относили к этой новой группе: фильтруемость через «бактериальные» фильтры, неспособность расти на искусственных средах, воспроизведение картины заболевания фильтратом, освобождённым от бактерий и грибов. Возбудитель мозаичной болезни называется Д. И. Ивановским по-разному, термин «вирус» ещё не был введён, иносказательно их называли то «фильтрующимися бактериями», то просто «микроорганизмами».
Пять лет спустя, при изучении заболеваний крупного рогатого скота, а именно — ящура, Фридрих Леффлер и Пауль Фрош выделили аналогичный фильтрующийся микроорганизм. А в 1898 году голландский ботаник М. Бейеринк повторил опыты Ивановского и сформулировал предположение, что болезнь вызывается не бактериями, а принципиально новым микроорганизмом, который он назвал contagium vivum fluidum - "живое жидкое заразное начало". Позже их стали называть «фильтрующимися вирусами» или просто вирусами.
В 1901 году было обнаружено первое вирусное заболевание человека — жёлтая лихорадка. Это открытие было сделано американским военным хирургом Уолтером Ридом и его коллегами.
В 1911 году Фрэнсис Раус доказал вирусную природу рака — саркомы Рауса у кур (лишь в 1966 году, спустя 55 лет, за это открытие ему была вручена Нобелевская премия по физиологии и медицине).
В 1915 году английский бактериолог Фредерик Уильям Туорт впервые наблюдал лизис бактерий фагами, но из-за военного времени и финансовых затруднений не смог продолжить исследования. Двумя годами позже канадским микробиологом Феликсом д’Эреллем были окончательно открыты бактериофаги — вирусы, заражающие бактериальные клетки.
В 1940-х годах немецкий биолог Хельмут Руска добился значительных успехов в изучении вирусов с помощью электронного микроскопа.

## Природа вирусов
Вирусы очень разнообразны, изменчивы и широко распространены, способны заражать практически всех представителей флоры и фауны и даже многие микроорганизмы.
Ряд уникальных свойств позволяет выделить вирусы из общей массы микроорганизмов:
1. Наличие только одного из двух видов нуклеиновых кислот.
2. Отсутствие собственных белок-синтезируемых систем.
3. Вирусы не растут, а только репродуцируются (размножаются) клеткой, в которую проник вирус.
4. Жизнедеятельность вирусов осуществляется только в пределах живой клетки хозяина.

## Разделы вирусологии
- Общая вирусология

Общая вирусология изучает основные принципы строения, размножения вирусов, их взаимодействие с клеткой-хозяином, происхождение и распространение вирусов в природе. Один из важнейших разделов общей вирусологии — молекулярная вирусология, изучающая структуру и функции вирусных нуклеиновых кислот, механизмы экспрессии вирусных генов, природу устойчивости организмов к вирусным заболеваниям, молекулярную эволюцию вирусов.
- Частная вирусология

Частная вирусология исследует особенности определённых групп вирусов человека, животных и растений и разрабатывает меры борьбы с вызываемыми этими вирусами болезнями.
- Молекулярная вирусология

В 1962 г. вирусологи многих стран собрались на симпозиуме в США, чтобы подвести первые итоги развития молекулярной вирусологии. На этом симпозиуме звучали не совсем привычные для вирусологов термины: архитектура вирионов, нуклеокапсиды, капсомеры. Начался новый период в развитии вирусологии — период молекулярной вирусологии.
Молекулярная вирусология, или молекулярная биология вирусов, — составная часть общей молекулярной биологии и в то же время — раздел вирусологии. Это и неудивительно. Вирусы — наиболее простые формы жизни, и поэтому вполне естественно, что они стали и объектами изучения, и орудиями молекулярной биологии. На их примере можно изучать фундаментальные основы жизни и её проявления.
С конца 1950-х годов, когда начала формироваться синтетическая область знаний, лежащая на границе неживого и живого и занимающаяся изучением живого, методы молекулярной биологии хлынули обильным потоком в вирусологию. Эти методы, основанные на биофизике и биохимии живого, позволили в короткие сроки изучить строение, химический состав и репродукцию вирусов.
Поскольку вирусы относятся к сверхмалым объектам, для их изучения нужны сверхчувствительные методы. С помощью электронного микроскопа удалось увидеть отдельные вирусные частицы, но определить их химический состав можно, только собрав воедино триллионы таких частиц. Для этого были разработаны методы ультрацентрифугирования.
Если в 1960-х годах основное внимание вирусологов было фиксировано на характеристике вирусных нуклеиновых кислот и белков, то к началу 1980-х годов была расшифрована полная структура многих вирусных генов и геномов и установлена не только аминокислотная последовательность, но и третичная пространственная структура таких сложных белков, как гликопротеид гемагглютинина вируса гриппа. В настоящее время можно не только связать изменения антигенных детерминант вируса гриппа с заменой в них аминокислот, но и рассчитывать прошедшие, настоящие и будущие изменения этих антигенов.
С 1974 года начала бурно развиваться новая отрасль биотехнологии и новый раздел молекулярной биологии — генетическая (генная) инженерия. Она немедленно была поставлена на службу вирусологии.